# Bundestagswahlkreis Bautzen – Weißwasser
Der Bundestagswahlkreis Bautzen – Weißwasser war ein Wahlkreis in Sachsen bei den Bundestagswahlen 2002 und 2005. Er trug die Wahlkreisnummer 158 und umfasste den damaligen Landkreis Bautzen sowie die Gemeinden Bad Muskau, Weißwasser/O.L., Boxberg/O.L., Gablenz, Groß Düben, Hohendubrau, Klitten, Kreba-Neudorf, Krauschwitz, Mücka, Rietschen, Quitzdorf a.See, Schleife, Trebendorf, Uhyst, Waldhufen und Weißkeißel des damaligen Niederschlesischen Oberlausitzkreises.
Mit der Kreisreform von 2008 wurden auch die Wahlkreise in Sachsen grundsätzlich neu gestaltet. Der Wahlkreis Bautzen – Weißwasser wurde dabei aufgelöst. Das Gebiet des ehemaligen Landkreises Bautzen wurde zur Bundestagswahl 2009 dem neu gebildeten Bundestagswahlkreis Bautzen I zugeordnet, die im ehemaligen Niederschlesischen Oberlausitzkreis gelegenen Gemeinden kamen zum Bundestagswahlkreis Görlitz.

## Wahlergebnisse

### Bundestagswahl 2005
| Kandidaten                     | Kandidaten                 | Parteien/Listen   | Erststimmen | Erststimmen | Zweitstimmen | Zweitstimmen |
| Kandidaten                     | Kandidaten                 | Parteien/Listen   | Stimmen     | %           | Stimmen      | %            |
| ------------------------------ | -------------------------- | ----------------- | ----------- | ----------- | ------------ | ------------ |
|                                | Maria Michalkgewählt im WK | CDU               | 49.384      | 38,5        | 43.248       | 33,6         |
|                                | Harald Baumann-Hasske      | SPD               | 24.199      | 18,9        | 25.953       | 20,2         |
|                                | Wolfgang Kotissek          | Die Linke.        | 31.049      | 24,2        | 30.503       | 23,7         |
|                                | Mike Hauschild             | FDP               | 11.078      | 8,6         | 12.736       | 9,9          |
|                                | Domenico Gruhn             | GRÜNE             | 3.655       | 2,8         | 4.190        | 3,3          |
|                                | Steffen Müller             | NPD               | 9.008       | 7,0         | 8.113        | 6,3          |
|                                | −                          | REP               | –           | –           | 587          | 0,5          |
|                                | −                          | PBC               | –           | –           | 815          | 0,6          |
|                                | −                          | BüSo              | –           | –           | 411          | 0,3          |
|                                | –                          | AGFG              | –           | –           | 1.461        | 1,1          |
|                                | –                          | MLPD              | –           | –           | 206          | 0,2          |
|                                | –                          | PSG               | –           | –           | 423          | 0,3          |
| Gesamt                         | Gesamt                     | Gesamt            | 128.373     | 100         | 128.646      | 100          |
|                                |                            |                   |             |             |              |              |
| Ungültige Stimmen              | Ungültige Stimmen          | Ungültige Stimmen | 3.159       | 2,4         | 2.886        | 2,2          |
| Wähler                         | Wähler                     | Wähler            | 131.532     | 75,9        | 131.532      | 75,9         |
| Wahlberechtigte                | Wahlberechtigte            | Wahlberechtigte   | 173.300     |             | 173.300      |              |
|                                |                            |                   |             |             |              |              |
| Quellen: Der Bundeswahlleiter, |                            |                   |             |             |              |              |

### Bundestagswahl 2002
| Kandidaten                     | Kandidaten                 | Parteien/Listen   | Erststimmen | Erststimmen | Zweitstimmen | Zweitstimmen |
| Kandidaten                     | Kandidaten                 | Parteien/Listen   | Stimmen     | %           | Stimmen      | %            |
| ------------------------------ | -------------------------- | ----------------- | ----------- | ----------- | ------------ | ------------ |
|                                | Maria Michalkgewählt im WK | CDU               | 54.164      | 42,8        | 49.048       | 38,7         |
|                                | Dietmar Hofmeister         | SPD               | 32.727      | 25,9        | 35.494       | 28,0         |
|                                | Renate Kosel               | PDS               | 21.047      | 16,6        | 20.115       | 15,9         |
|                                | Thomas Trepte              | GRÜNE             | 4.097       | 3,2         | 3.982        | 3,1          |
|                                | Jens Kuprat                | FDP               | 9.866       | 7,8         | 9.818        | 7,7          |
|                                | –                          | REP               | –           | –           | 2.585        | 2,0          |
|                                | Steffen Müller             | NPD               | 4.557       | 3,6         | 2.473        | 2,0          |
|                                | −                          | PBC               | –           | –           | 817          | 0,6          |
|                                | −                          | GRAUE             | –           | –           | 708          | 0,6          |
|                                | –                          | BüSo              | –           | –           | 329          | 0,3          |
|                                | –                          | Schill            | –           | –           | 1.418        | 1,1          |
| Gesamt                         | Gesamt                     | Gesamt            | 126.458     | 100         | 126.787      | 100          |
|                                |                            |                   |             |             |              |              |
| Ungültige Stimmen              | Ungültige Stimmen          | Ungültige Stimmen | 3.197       | 2,5         | 2.868        | 2,2          |
| Wähler                         | Wähler                     | Wähler            | 129.655     | 74,1        | 129.655      | 74,1         |
| Wahlberechtigte                | Wahlberechtigte            | Wahlberechtigte   | 175.038     |             | 175.038      |              |
|                                |                            |                   |             |             |              |              |
| Quellen: Der Bundeswahlleiter, |                            |                   |             |             |              |              |

## Wahlkreissieger
| Wahl | Name          | Partei | Erststimmen in % |
| ---- | ------------- | ------ | ---------------- |
| 2005 | Maria Michalk | CDU    | 38,5             |
| 2002 | Maria Michalk | CDU    | 42,8             |